# 2015-ös U17-es labdarúgó-Európa-bajnokság
A 2015-ös U17-es labdarúgó-Európa-bajnokságot Bulgáriában rendezték május 6. és 22. között, 16 csapat részvételével. A címvédő Anglia volt. A tornán 1998. január 1-je után született játékosok vehettek részt. A tornát a francia csapat nyerte.
Az Eb-ről hat csapat kijutott a 2015-ös U17-es labdarúgó-világbajnokságra.

## Résztvevők
| Nemzet        | Részvételi jog                          | Részvételek száma |
| ------------- | --------------------------------------- | ----------------- |
| Bulgária      | Rendező                                 | 1                 |
| Franciaország | Elitkör, 1. csoport győztese            | 9                 |
| Spanyolország | Elitkör, 1. csoport második helyezettje | 9                 |
| Horvátország  | Elitkör, 2. csoport győztese            | 3                 |
| Belgium       | Elitkör, 3. csoport győztese            | 4                 |
| Hollandia     | Elitkör, 3. csoport második helyezettje | 9                 |
| Görögország   | Elitkör, 4. csoport győztese            | 2                 |
| Írország      | Elitkör, 4. csoport második helyezettje | 2                 |
| Ausztria      | Elitkör, 5. csoport győztese            | 4                 |
| Oroszország   | Elitkör, 5. csoport második helyezettje | 3                 |
| Anglia        | Elitkör, 6. csoport győztese            | 10                |
| Szlovénia     | Elitkör, 6. csoport második helyezettje | 2                 |
| Csehország    | Elitkör, 7. csoport győztese            | 5                 |
| Skócia        | Elitkör, 7. csoport második helyezettje | 3                 |
| Németország   | Elitkör, 8. csoport győztese            | 8                 |
| Olaszország   | Elitkör, 8. csoport második helyezettje | 5                 |

## Csoportkör
| Színmagyarázat                                                           |
| ------------------------------------------------------------------------ |
| A csoportok első két helyezettje bejutott az egyenes kieséses szakaszba. |
| A csoportok harmadik és negyedik helyezettjei kiestek.                   |

### A csoport
| Csapat        | M | Gy | D | V | G+ | G– | Gk | P |
| ------------- | - | -- | - | - | -- | -- | -- | - |
| Horvátország  | 3 | 2  | 1 | 0 | 3  | 0  | +3 | 7 |
| Spanyolország | 3 | 1  | 2 | 0 | 3  | 2  | +1 | 5 |
| Ausztria      | 3 | 0  | 2 | 1 | 2  | 3  | –1 | 2 |
| Bulgária      | 3 | 0  | 1 | 2 | 2  | 5  | –3 | 1 |

| 2015. május 6. 15:00 |

| Spanyolország        | 1 – 1               | Ausztria   |
| -------------------- | ------------------- | ---------- |
| Aleñá 46' (11-esből) | (0 – 0) Jegyzőkönyv | Lovrić 62' |

| Lazur Stadion, Burgasz Játékvezető: Mads-Kristoffer Kristoffersen (dán) |

| 2015. május 6. 19:00 |

| Bulgária | 0 – 2               | Horvátország           |
| -------- | ------------------- | ---------------------- |
|          | (0 – 1) Jegyzőkönyv | Babić 24' Blečić 80+3' |

| Beroe Stadium, Sztara Zagora Játékvezető: Paweł Raczkowski (lengyel) |

| 2015. május 9. 13:00 |

| Horvátország | 1 – 0       | Ausztria |
| ------------ | ----------- | -------- |
| Lovren 52'   | Jegyzőkönyv |          |

| Arena Sozopol, Sozopol Játékvezető: Dumitru Muntean (moldovai) |

| 2015. május 9. 15:00 |

| Bulgária     | 1 – 2               | Spanyolország            |
| ------------ | ------------------- | ------------------------ |
| Yordanov 35' | (1 – 1) Jegyzőkönyv | Zalazar 11' Villalba 47' |

| Lazur Stadion, Burgasz Játékvezető: Marius Avram (román) |

| 2015. május 12. 17:00 |

| Ausztria  | 1 – 1               | Bulgária     |
| --------- | ------------------- | ------------ |
| Filip 34' | (1 – 0) Jegyzőkönyv | Yordanov 43' |

| Arena Sozopol, Sozopol Játékvezető: Danilo Grujić (szerb) |

| 2015. május 12. 17:00 |

| Horvátország | 0 – 0               | Spanyolország |
| ------------ | ------------------- | ------------- |
|              | (0 – 0) Jegyzőkönyv |               |

| Hadzhi Dimitar Stadium, Sliven Játékvezető: Erik Lambrechts (belga) |

### B csoport
| Csapat      | M | Gy | D | V | G+ | G– | Gk | P |
| ----------- | - | -- | - | - | -- | -- | -- | - |
| Németország | 3 | 3  | 0 | 0 | 7  | 0  | +7 | 9 |
| Belgium     | 3 | 2  | 0 | 1 | 4  | 2  | +2 | 6 |
| Csehország  | 3 | 1  | 0 | 2 | 1  | 7  | –6 | 3 |
| Szlovénia   | 3 | 0  | 0 | 3 | 0  | 3  | –3 | 0 |

| 2015. május 6. 16:00 |

| Csehország | 1 – 0               | Szlovénia |
| ---------- | ------------------- | --------- |
| Lingr 44'  | (0 – 0) Jegyzőkönyv |           |

| Hadzhi Dimitar Stadium, Sliven Játékvezető: Marius Avram (román) |

| 2015. május 6. 19:00 |

| Belgium | 0 – 2               | Németország              |
| ------- | ------------------- | ------------------------ |
|         | (0 – 0) Jegyzőkönyv | Passlack 43' Schmidt 46' |

| Lazur Stadion, Burgasz Játékvezető: Danilo Grujić (szerb) |

| 2015. május 9. 16:00 |

| Csehország | 0 – 3               | Belgium                                        |
| ---------- | ------------------- | ---------------------------------------------- |
|            | (0 – 1) Jegyzőkönyv | Azzaoui 29' 75' (11-esből) Van Vaerenbergh 78' |

| Arena Sozopol, Sozopol Játékvezető: Mads-Kristoffer Kristoffersen (dán) |

| 2015. május 9. 19:00 |

| Szlovénia | 0 – 1               | Németország  |
| --------- | ------------------- | ------------ |
|           | (0 – 1) Jegyzőkönyv | Eggestein 8' |

| Lazur Stadion, Burgasz Játékvezető: Adrien Jaccottet (svájci) |

| 2015. május 12. 19:00 |

| Németország                               | 4 – 0               | Csehország |
| ----------------------------------------- | ------------------- | ---------- |
| Passlack 10' 40+2' Karakas 33' Saglam 53' | (1 – 0) Jegyzőkönyv |            |

| Beroe Stadium, Sztara Zagora Játékvezető: Alan Mario Sant (máltai) |

| 2015. május 12. 19:00 |

| Szlovénia | 0 – 1               | Belgium               |
| --------- | ------------------- | --------------------- |
|           | (0 – 0) Jegyzőkönyv | Van Vaerenbergh 80+3' |

| Lazur Stadion, Burgasz Játékvezető: Roy Reinshreiber (izraeli) |

### C csoport
| Csapat        | M | Gy | D | V | G+ | G– | Gk | P |
| ------------- | - | -- | - | - | -- | -- | -- | - |
| Franciaország | 3 | 3  | 0 | 0 | 7  | 0  | +7 | 9 |
| Oroszország   | 3 | 1  | 1 | 1 | 4  | 3  | +1 | 4 |
| Görögország   | 3 | 1  | 1 | 1 | 3  | 3  | 0  | 4 |
| Skócia        | 3 | 0  | 0 | 3 | 0  | 8  | –8 | 0 |

| 2015. május 7. 16:00 |

| Görögország                   | 2 – 2               | Oroszország             |
| ----------------------------- | ------------------- | ----------------------- |
| Kirtzialidis 37' Pavlidis 64' | (1 – 0) Jegyzőkönyv | Pletnev 59' Denisov 72' |

| Arena Sozopol, Sozopol Játékvezető: Erik Lambrechts (belga) |

| 2015. május 7. 17:00 |

| Skócia | 0 – 5               | Franciaország                                       |
| ------ | ------------------- | --------------------------------------------------- |
|        | (0 – 4) Jegyzőkönyv | Ikone 18' 20' Édouard 25' Boutobba 35' Doucoure 47' |

| Beroe Stadium, Sztara Zagora Játékvezető: Alan Mario Sant (máltai) |

| 2015. május 10. 16:00 |

| Oroszország | 0 – 1               | Franciaország |
| ----------- | ------------------- | ------------- |
|             | (0 – 0) Jegyzőkönyv | Édouard 50'   |

| Hadzhi Dimitar Stadium, Sliven Játékvezető: Danilo Grujić (szerb) |

| 2015. május 10. 17:00 |

| Görögország  | 1 – 0               | Skócia |
| ------------ | ------------------- | ------ |
| Pavlidis 39' | (1 – 0) Jegyzőkönyv |        |

| Arena Sozopol, Sozopol Játékvezető: Paweł Raczkowski (lengyel) |

| 2015. május 13. 17:00 |

| Franciaország | 1 – 0               | Görögország |
| ------------- | ------------------- | ----------- |
| Rambaud 80+4' | (1 – 0) Jegyzőkönyv |             |

| Arena Sozopol, Sozopol Játékvezető: Adrien Jaccottet (svájci) |

| 2015. május 13. 17:00 |

| Oroszország             | 2 – 0               | Skócia |
| ----------------------- | ------------------- | ------ |
| Denisov 52' Pletnev 65' | (0 – 0) Jegyzőkönyv |        |

| Hadzhi Dimitar Stadium, Sliven Játékvezető: Dumitru Muntean (moldáv) |

### D csoport
| Csapat      | M | Gy | D | V | G+ | G– | Gk | P |
| ----------- | - | -- | - | - | -- | -- | -- | - |
| Anglia      | 3 | 2  | 1 | 0 | 3  | 1  | +2 | 7 |
| Olaszország | 3 | 1  | 1 | 1 | 3  | 2  | +1 | 4 |
| Hollandia   | 3 | 0  | 3 | 0 | 2  | 2  | 0  | 3 |
| Írország    | 3 | 0  | 1 | 2 | 0  | 3  | –3 | 1 |

| 2015. május 7. 13:00 |

| Írország | 0 – 0               | Hollandia |
| -------- | ------------------- | --------- |
|          | (0 – 0) Jegyzőkönyv |           |

| Arena Sozopol, Sozopol Játékvezető: Dumitru Muntean (moldáv) |

| 2015. május 7. 19:00 |

| Olaszország | 0 – 1               | Anglia      |
| ----------- | ------------------- | ----------- |
|             | (0 – 0) Jegyzőkönyv | Edwards 47' |

| Lazur Stadion, Burgasz Játékvezető: Adrien Jaccottet (svájci) |

| 2015. május 10. 16:00 |

| Írország | 0 – 2               | Olaszország              |
| -------- | ------------------- | ------------------------ |
|          | (0 – 1) Jegyzőkönyv | Lo Faso 9' Mazzocchi 56' |

| Beroe Stadium, Sztara Zagora Játékvezető: Roy Reinshreiber (izraeli) |

| 2015. május 10. 20:00 |

| Hollandia              | 1 – 1               | Anglia          |
| ---------------------- | ------------------- | --------------- |
| Boultam 56' (11-esből) | (0 – 1) Jegyzőkönyv | Fosu-Mensah 18' |

| Beroe Stadium, Sztara Zagora Játékvezető: Erik Lambrechts (belga) |

| 2015. május 13. 19:00 |

| Anglia      | 1 – 0               | Írország |
| ----------- | ------------------- | -------- |
| Edwards 71' | (0 – 0) Jegyzőkönyv |          |

| Beroe Stadium, Sztara Zagora Játékvezető: Paweł Raczkowski (lengyel) |

| 2015. május 13. 19:00 |

| Hollandia   | 1 – 1               | Olaszország |
| ----------- | ------------------- | ----------- |
| Giraudo 63' | (0 – 1) Jegyzőkönyv | Cutrone 6'  |

| Lazur Stadion, Burgasz Játékvezető: Mads-Kristoffer Kristoffersen (dán) |

## Egyenes kieséses szakasz
|  |               |               |               |               |       |               |               |           |  |  |       |       |       |
|  | Negyeddöntők  | Negyeddöntők  | Negyeddöntők  |               |       | Elődöntők     | Elődöntők     | Elődöntők |  |  | Döntő | Döntő | Döntő |
|  | Negyeddöntők  | Negyeddöntők  | Negyeddöntők  |               |       | Elődöntők     | Elődöntők     | Elődöntők |  |  | Döntő | Döntő | Döntő |
|  | május 15.     |               |               |               |       |               |               |           |  |  |       |       |       |
|  |               |               |               |               |       |               |               |           |  |  |       |       |       |
|  | Horvátország  | Horvátország  | 1 (3)         |               |       |               |               |           |  |  |       |       |       |
|  | Horvátország  | Horvátország  | 1 (3)         | május 19.     |       |               |               |           |  |  |       |       |       |
|  | Belgium       | Belgium       | 1 (5)         |               |       |               |               |           |  |  |       |       |       |
|  | Belgium       | Belgium       | 1 (5)         |               |       | Belgium       | Belgium       | 1 (1)     |  |  |       |       |       |
|  | május 16.     |               |               |               |       | Belgium       | Belgium       | 1 (1)     |  |  |       |       |       |
|  |               |               | Franciaország | Franciaország | 1 (2) |               |               |           |  |  |       |       |       |
|  | Franciaország | Franciaország | Franciaország | Franciaország | 1 (2) | 3             |               |           |  |  |       |       |       |
|  | Franciaország | Franciaország |               |               |       | 3             | május 22.     |           |  |  |       |       |       |
|  | Olaszország   | Olaszország   | 0             |               |       |               |               |           |  |  |       |       |       |
|  | Olaszország   | Olaszország   | 0             |               |       | Franciaország | Franciaország | 4         |  |  |       |       |       |
|  | május 15.     |               |               |               |       | Franciaország | Franciaország | 4         |  |  |       |       |       |
|  |               |               | Németország   | Németország   | 1     |               |               |           |  |  |       |       |       |
|  | Németország   | Németország   | Németország   | Németország   | 1     | 0 (4)         |               |           |  |  |       |       |       |
|  | Németország   | Németország   | május 19.     |               |       | 0 (4)         |               |           |  |  |       |       |       |
|  | Spanyolország | Spanyolország | 0 (2)         |               |       |               |               |           |  |  |       |       |       |
|  | Spanyolország | Spanyolország | 0 (2)         |               |       | Németország   | Németország   | 1         |  |  |       |       |       |
|  | május 16.     |               |               |               |       | Németország   | Németország   | 1         |  |  |       |       |       |
|  |               |               | Oroszország   | Oroszország   | 0     |               |               |           |  |  |       |       |       |
|  | Anglia        | Anglia        | Oroszország   | Oroszország   | 0     | 0             |               |           |  |  |       |       |       |
|  | Anglia        | Anglia        |               |               |       |               |               |           |  |  |       |       |       |
|  | Oroszország   | Oroszország   | 1             |               |       |               |               |           |  |  |       |       |       |
|  | Oroszország   | Oroszország   | 1             |               |       |               |               |           |  |  |       |       |       |
|  |               |               |               |               |       |               |               |           |  |  |       |       |       |

### Negyeddöntők
| 2015. május 15. 16:00 |

| Horvátország             | 1 – 1               | Belgium                                           |
| ------------------------ | ------------------- | ------------------------------------------------- |
| Majić 34'                | (1 – 0) Jegyzőkönyv | Azzaoui 53'                                       |
| Büntetőpárbaj            |                     |                                                   |
| Moro Brekalo Lovren Sosa | 3–5                 | Janssens Van Vaerenbergh Daneels Ademoglu Azzaoui |

| Lazur Stadium, Burgasz Játékvezető: Marius Avram (román) |

| 2015. május 15. 19:00 |

| Németország               | 0 – 0               | Spanyolország               |
| ------------------------- | ------------------- | --------------------------- |
|                           | (0 – 0) Jegyzőkönyv |                             |
| Büntetőpárbaj             |                     |                             |
| Gül Janelt Passlack Özcan | 4–2                 | Pepelu Olmo Aleñá Rodríguez |

| Beroe Stadium, Sztara Zagora Játékvezető: Roy Reinshreiber (izraeli) |

| 2015. május 16. 16:00 |

| Anglia | 0 – 1               | Oroszország |
| ------ | ------------------- | ----------- |
|        | (0 – 1) Jegyzőkönyv | Tatayev 29' |

| Lazur Stadium, Burgasz Játékvezető: Alan Mario Sant (máltai) |

| 2015. május 16. 19:00 |

| Franciaország            | 3 – 0               | Olaszország |
| ------------------------ | ------------------- | ----------- |
| Édouard 5' 72' Ikone 53' | (1 – 0) Jegyzőkönyv |             |

| Beroe Stadium, Sztara Zagora Játékvezető: Danilo Grujić (szerb) |

### Rájátszás
| 2015. május 19 16:00 |

| Horvátország | 1 – 0               | Olaszország |
| ------------ | ------------------- | ----------- |
| Moro 15'     | (1 – 0) Jegyzőkönyv |             |

| Arena Sozopol, Sozopol Játékvezető: Mads-Kristoffer Kristoffersen (dán) |

| 2015. május 19 16:00 |

| Spanyolország               | 0 – 0               | Anglia                              |
| --------------------------- | ------------------- | ----------------------------------- |
|                             | (0 – 0) Jegyzőkönyv |                                     |
| Büntetőpárbaj               |                     |                                     |
| Pepelu Olmo Villalba Martín | 3–5                 | Edwards Ugbo Willock Oxford Suliman |

| Hadzhi Dimitar Stadium, Sliven Játékvezető: Dumitri Muntean (moldáv) |

### Elődöntők
| 2015. május 19. 16:00 |

| Belgium                                           | 1 – 1               | Franciaország                         |
| ------------------------------------------------- | ------------------- | ------------------------------------- |
| Seigers 52'                                       | (0 – 1) Jegyzőkönyv | Édouard 23'                           |
| Büntetőpárbaj                                     |                     |                                       |
| Janssens Van Vaerenbergh Daneels Ademoglu Azzaoui | 1–2                 | Janvier Cognat Pelican Zidane Édouard |

| Lazur Stadium, Burgasz Játékvezető: Adrien Jaccottet (svájci) |

| 2015. május 19. 19:00 |

| Németország | 1 – 0               | Oroszország |
| ----------- | ------------------- | ----------- |
| Serra 68'   | (0 – 0) Jegyzőkönyv |             |

| Beroe Stadium, Sztara Zagora Játékvezető: Marius Avram (román) |

### Döntő
| 2015. május 22. 20:00 |

| Franciaország                 | 4 – 1               | Németország |
| ----------------------------- | ------------------- | ----------- |
| Édouard 40' 47' 70' Gül 80+3' | (1 – 0) Jegyzőkönyv | Karakas 50' |

| Lazur Stadium, Burgasz Játékvezető: Paweł Raczkowski (lengyel) |

| A 2015-ös U17-es labdarúgó-Európa-bajnokság győztese |
| ---------------------------------------------------- |
| FRANCIAORSZÁG 2. cím                                 |

## Gólszerzők
8 gólos
- Odsonne Édouard

3 gólos
| - Ismail Azzaoui | - Nanitamo Ikone | - Felix Passlack |

2 gólos
| - Dennis Van Vaerenbergh - Tonislav Yordanov - Marcus Edwards | - Erdinc Karakas - Vangelis Pavlidis - Yegor Denisov | - Dmitri Pletnev |

1 gólos
| - Oliver Filip - Sandi Lovrić - Rubin Seigers - Matko Babić - Adrian Blečić - Davor Lovren - Karlo Majić - Nikola Moro - Ondřej Lingr | - Bilal Boutobba - Mamadou Doucoure - Jordan Rambaud - Johannes Eggestein - Görkem Saglam - Niklas Schmidt - Janni Serra - Kostas Kirtzialidis - Patrick Cutrone | - Simone Lo Faso - Simone Mazzocchi - Reda Boultam - Aleksei Tatayev - Carles Aleñá - Francisco José Villalba - José Luis Zalazar |

öngólos
| - Gökhan Gül (Franciaország ellen) | - Federico Giraudo (Hollandia ellen) | - Timothy Fosu-Mensah (Anglia ellen) |